# Max Dohmen
Max Philipp Dohmen (* 29. Januar 1988 in Aachen) ist ein deutscher Basketballspieler. Der 2,04 Meter große Flügel- und Innenspieler bestritt für die Telekom Baskets Bonn zwei Spiele in der Basketball-Bundesliga.

## Laufbahn
Im Sommer 2004 nahm der Flügel- und Innenspieler mit der deutschen U16-Nationalmannschaft an der Europameisterschaft teil, während der Saison 2004/05 gab er seinen Einstand in der Zweitligamannschaft der NVV Lions Mönchengladbach.
2008 wechselte Dohmen von Mönchengladbach zu den Schwelmer Baskets. 2010 stieg er mit der Mannschaft von der Regionalliga in die 2. Bundesliga ProB auf. Im Frühjahr 2012 gehörte er zum Aufgebot der deutschen U18-Nationalmannschaft für das Albert-Schweitzer-Turnier. Während der Saison 2012/13 stand er in Diensten des Bundesligisten Telekom Baskets Bonn. Er kam in zwei Erstligaspielen für die Bonner zum Einsatz und spielte hauptsächlich in der zweiten Herrenmannschaft in der Regionalliga.
Im Spieljahr 2013/14 verstärkte er den Regionalligisten BSG Grevenbroich, 2015 wechselte er innerhalb der Liga zu ART Düsseldorf. Er spielte bis zum Ende der Saison 2017/18 in Düsseldorf in der Regionalliga. Anschließend war er Mitglied der zweiten Herrenmannschaft der RheinStars Köln in der Oberliga, im Januar 2019 rückte Dohmen in Kölns erste Mannschaft auf, mit der er im Frühjahr 2019 den Klassenerhalt in der 2. Bundesliga ProB verpasste. In der aufgrund des Coronavirus SARS-CoV-2 bereits Mitte März 2020 abgebrochenen Saison 2019/20 wurde er mit Köln Erster der 1. Regionalliga West. Dohmen zog sich im Sommer 2021 aus dem Kölner Aufgebot zurück, blieb den Rheinländern aber als Trainingsspieler erhalten.